# Kontraszot
Kontraszot – element olinowania ruchomego, głównie na żaglowcach, ale także na jachtach i mniejszych jednostkach żaglowych, o działaniu przeciwnym do szota. Służy do ustawiania i usztywniania rogu szotowego żagla lub bomu i zapobieganiu jego niekontrolowanemu przelatywaniu na burtę przeciwną przy kursach pełnych. Pełni istotną rolę w przypadku ożaglowania o znacznej powierzchni, gdyż niekontrolowane wypełnienie się żagla z burty zawietrznej i przerzucenie jego rogu szotowego może skutkować wystąpieniem znacznych naprężeń na elementach takielunku oraz ich uszkodzeniem.  